# Episodi di Scuola di polizia
Questa è la lista degli episodi della serie animata Scuola di polizia (Police Academy). La serie è composta da due stagioni, per un totale di 65 episodi, trasmessi negli Stati Uniti dal 10 settembre 1988 al 2 settembre 1989.
In Italia è andata in onda dal 23 gennaio 1991 su Canale 5 e Italia 1. Al termine di ogni episodio vengono mostrate delle scene extra non trasmesse nella versione italiana.

## Stagione 1
| nº | Titolo italiano           | Titolo originale                | Prima TV originale |
| -- | ------------------------- | ------------------------------- | ------------------ |
| 1  | La banda dei clown        | The Good, The Bad & The Bogus   | 10 settembre 1988  |
| 2  | Cani d'assalto            | Puttin' On The Dogs             | 10 settembre 1988  |
| 3  | Il fantasma               | Phantom of the Precinct         | 10 settembre 1988  |
| 4  | Poliziotti robot          | Cops & Robots                   | 17 settembre 1988  |
| 5  | Missione in Inghilterra   | Police Academy Blues            | 17 settembre 1988  |
| 6  | Incidenti all'Opera       | A Blue Knight At The Opera      | 17 settembre 1988  |
| 7  | Tanto oro quanto pesa     | Worth Her Weight In Gold        | 24 settembre 1988  |
| 8  | Nozze contrastate         | For Whom The Wedding Bells Toll | 24 settembre 1988  |
| 9  | Alla conquista del west   | Westward Ho Hooks               | 24 settembre 1988  |
| 10 | Operazione Egitto         | My Mummy Lies Over The Ocean    | 1º ottobre 1988    |
| 11 | La vendetta di Testadura  | Numbskull's Revenge             | 1º ottobre 1988    |
| 12 | Chiamatemi il dottore     | Proctor, Call A Doctor!         | 1º ottobre 1988    |
| 13 | Rapine sull'autostrada    | Little Zed & Big Bertha         | 8 ottobre 1988     |
| 14 | La fattura                | Curses On You!                  | 8 ottobre 1988     |
| 15 | Ciak, azione sbirri       | Lights, Action, Coppers!        | 8 ottobre 1988     |
| 16 | Il campo estivo           | Camp Academy                    | 15 ottobre 1988    |
| 17 | Stato ipnotico            | The Tell Tale Tooth             | 15 ottobre 1988    |
| 18 | Scontro fra bande         | Mr. Sleaze Versus Lockjaw       | 15 ottobre 1988    |
| 19 | Gli astro sbirri          | Spaced Out Space Cadets         | 22 ottobre 1988    |
| 20 | Il fratello di Sweetchuck | Sweetchuck's Brother            | 22 ottobre 1988    |
| 21 | Guaio a ChinaTown         | Karate Cop                      | 22 ottobre 1988    |
| 22 | Gli sballati del surf     | The Hang Ten Gang               | 29 ottobre 1988    |
| 23 | Nove scapoli e un bebè    | Nine Cops And A Baby            | 29 ottobre 1988    |
| 24 | Il pesce perduto          | Fish & Microchips               | 29 ottobre 1988    |
| 25 | L'uomo dai mille volti    | Precinct of Wax                 | 5 novembre 1988    |
| 26 | I baby-agenti             | Cop Scouts                      | 5 novembre 1988    |

## Stagione 2
| nº | Titolo italiano                 | Titolo originale                   | Prima TV originale          |
| -- | ------------------------------- | ---------------------------------- | --------------------------- |
| 1  | La formula anti-crimine         | Professor Jekyll And Gangster Hyde | 5 novembre 1988             |
| 2  | Operazione gattabuia            | Operation Big House                | 7 novembre 1988             |
| 3  | Il gran consiglio del crimine   | Kingpin's Council of Crime         | 12 novembre 1988            |
| 4  | La nave dei gioielli            | Ship Of Jewels                     | 12 novembre 1988            |
| 5  | Zed miliardario                 | Zillion Dollar Zed                 | 12 novembre 1988            |
| 6  | Fumetti che passione!           | The Comic Book Caper               | 19 novembre 1988            |
| 7  | Il testimone                    | The Monkey Trial                   | 19 novembre 1988            |
| 8  | I banditi a rotelle             | Rolling For Dollars                | 19 novembre 1988            |
| 9  | Caccia alla...volpe             | K-9 Corps And The Peking Pooch     | 26 novembre 1988            |
| 10 | Babbo Natale in uniforme        | Santa With A Badge                 | 26 novembre 1988            |
| 11 | Acciuffate Mahoney!             | Suitable For Framing               | 26 novembre 1988            |
| 12 | A tutto rock!                   | Rock Around The Cops               | 3 dicembre 1988             |
| 13 | Il caso del principe ereditario | Prince And The Copper              | 3 dicembre 1988             |
| 14 | L'incredibile Shandar           | Now You Steal It, Now You Don't    | 3 dicembre 1988             |
| 15 | Maxine                          | Mad Maxine                         | 10 dicembre 1988            |
| 16 | Scambio di parti                | Trading Disgraces                  | 10 dicembre 1988            |
| 17 | Champ                           | Champ                              | 10 dicembre 1988            |
| 18 | Largo alle reclute              | Wheels of Fortune                  | 17 dicembre 1988            |
| 19 | Il ragazzo lupo                 | The Wolf Who Cried Boy             | 17 dicembre 1988            |
| 20 | Esercitazioni sulla neve        | Snow Job                           | 17 dicembre 1988            |
| 21 | Il cavaliere nero               | A Bad Knight For Tackleberry       | 24 dicembre 1988            |
| 22 | Sweetchuck Supercop             | Supercop Sweetchuck                | 24 dicembre 1988            |
| 23 | Antichi riti e cerimonie        | Deja Voodoo                        | 24 dicembre 1988            |
| 24 | I pirati dell'aria              | Flights Of The Bumbling Blues      | 31 dicembre 1988            |
| 25 | Big Burger                      | Big Burger                         | 31 dicembre 1988            |
| 26 | L'insospettabile                | Fat City                           | 31 dicembre 1988            |
| 27 | Elementare, cari sbirri!        | Elementary, My Dear Coppers!       | 7 gennaio 1989              |
| 28 | Operazione Africa               | Dr. Deadstone, I Presume           | 7 gennaio 1989              |
| 29 | Famiglie in lotta               | The Hillbilly Blues                | 7 gennaio 1989              |
| 30 | La principessa del Sali         | Survival Of The Fattest            | 14 gennaio 1989             |
| 31 | Ozono in pericolo!              | The Junkman Ransoms The Ozone      | 14 gennaio 1989             |
| 32 | Viaggio di.....dovere           | Grads On Tour                      | 28 gennaio 1989             |
| 33 | Tale nonno, tale nipote         | Like Coppers, Like Son             | 28 gennaio 1989             |
| 34 | Dieci piccoli poliziotti        | Ten Little Cops                    | 4 febbraio 1989             |
| 35 | Il circo di Hooks               | Big Top Cops                       | 14 gennaio 1989             |
| 36 | I K-9 alla riscossa             | Alpine K-9s                        | 21 gennaio 1989             |
| 37 | La leggenda di Robin Good       | The Legend Of Robin Good           | 21 gennaio 1989             |
| 38 | Week-end alle Haway             | Hawaii Nine-0                      | 21 gennaio 1989             |
| 39 | Ladri come noi                  | Thieves Like Us                    | 28 gennaio/2 settembre 1989 |

## Stagione 1

### La banda dei clown
- Titolo originale: The Good, The Bad & The Bogus

#### Trama
Il capitano Harris recluta inavvertitamente La banda dei clown che dovrebbero diventare i sostituti di Mahoney e i suoi ragazzi. Sfruttando le armi dell'accademia, i bricconi mettono a segno qualche colpo sapendo anche dove nascondere il bottino, facendo anche accadere su Zed, Sweetchuck e House, scambiandoli in falsi banditi.

### Cani d'assalto
- Titolo originale: Puttin' On The Dogs

#### Trama
Mentre Harris è sorpreso che il famigerato Artiglio è scappato, un giorno il comandante Lassard fa presentare ai cadetti i loro nuovi aiutanti a quattro zampe, il corpo K-9. Ma insieme riusciranno a catturare Artiglio che sta rubando la corona della regina?

### Il fantasma
- Titolo originale: Phanthom of the Precinct

#### Trama
Alcuni tre cadetti sono stati spaventati da un misterioso fantasma. Harris convince Mahoney e gli altri a fermarlo. Ma Sweetchuck, che ha perso i suoi occhiali, non ha paura di lui. Una notte quando il fantasma lo cattura verso Hearse Castle, i cadetti cercano inutilmente di acciuffarlo. Soltanto Sweetchuck lo ferma, e scopre che il fantasma è in realtà un nanetto impostore.

### Poliziotti robot
- Titolo originale: Cops & Robots

#### Trama
Il capitano Harris induce i nuovi robot del professore come cadetti. Ma lo Sciccoso e i suoi uomini fecero rendere ai robot dei criminali, e Mahoney e i suoi amici riusciranno a distruggerli.

### Missione in Inghilterra
- Titolo originale: Police Academy Blues

#### Trama
Quando la banda del ponte di Londra ruba la supercar del professore, Lassard decide di lasciare il posto di comandante, sostituendosi da Harris. Ma Mahoney e i suoi amici, per far tornare Lassard al suo posto, dovranno riuscire a riprendere la supercar.

### Incidenti all'Opera
- Titolo originale: A Blue Knight At The Opera

#### Trama
Quando l'Opera viene interrotta da numerosi incidenti, gli agenti proteggono la cantante Mademoiselle Diva. Improvvisamente, la cantante viene catturata dal Fantasma dell'Opera, e Mahoney e i suoi amici riusciranno a salvarla.

### Tanto oro quanto pesa
- Titolo originale: Worth Her Weight In Gold

#### Trama
Sweetchuck è follemente innamorato della lottatrice di wrestling Phoenix Amazona, della quale però viene catturato da lei stessa, per poter impossessarsi dell'oro, e Mahoney e gli altri risolveranno la situazione.

### Nozze contrastate
- Titolo originale: For Whom The Wedding Bells Toll

#### Trama
I cadetti vanno all'isola del sig. Thuntain, per la notizia del matrimonio di Debbie, prima del rapimento. Il giardiniere Ben, amico d'infanzia di Mahoney, e innamorato di lei, scopre che i suoi servitori sono davvero dei rapitori, mentre Zed e Sweetchuck fermano Miles, anche lui innamorato di Debbie.

### Alla conquista del west
- Titolo originale: Westward Ho Hooks

#### Trama
Hooks, stanca dei compiti, decide di diventare lo sceriffo del far west, conquistato dal famigerato Seedy McLeach e la sua banda.

### Operazione Egitto
- Titolo originale: My Mummy Lies Over The Ocean

#### Trama
Per porre termine a un sortilegio, un curatore del museo chiede aiuto ai cadetti per scortare la mummia del faraone Thutmose III verso la sua sepoltura originaria, e così i cadetti vanno in missione in Egitto. Sulla nave Mr. Cremenail e la sua banda tentano di impossessarsi della mummia, che ritorna in vita, provocando il panico a bordo.

### La vendetta di Testadura
- Titolo originale: Numbskull's Revenge

#### Trama
Il capitano Harris è riuscito a catturare il famigerato Testadura, un tipo prepotente con oggetti in testa da sistemare. Tuttavia, Testadura riesce a scappare dalla prigione e vuole architettare una vendetta su di lui e gli altri cadetti che alla fine riusciranno a fermarlo.

### Chiamatemi il dottore
- Titolo originale: Proctor, Call A Doctor!

#### Trama
Quando Harris si è ospedalizzato, Proctor prende il suo posto. Ma il sindaco viene catturato da Mister Sciatto, e i cadetti riusciranno a fermarlo.

### Rapine sull'autostrada
- Titolo originale: Little Zed & Big Bertha

#### Trama
Zed, scopre che i razziatori dell'autostrada sono in realtà la sua famiglia: la zia Bertha e i cugini Ed e Ned, arrivati giusto in tempo, durante una rapina ad una gara. Sono convinti che lui si è scordato di essere un criminale, e quindi grazie ad un colpo in testa, Zed si riunisce alla famiglia. Ma Sweetchuck riuscirà a far tornare Zed come prima, e lui potrà rispondere?

### La fattura
- Titolo originale: Curse on You!

#### Trama
Sweetchuck, a causa di un disastro con Zed, viene punito dalla polvere di Madame Zelda, signora dei pirati scatenati comandati dal capitano Zarco, acquistandogli una fattura, e il cadetto fece delle maledizioni su tutti. Mahoney chiede al suo amico di darglielo un oggetto rosa e così la sfortuna finirà così. Ma i nostri eroi riusciranno a fermare i pirati? E Sweetchuck capirà che non esistono le maledizioni?

### Ciak, azione sbirri
- Titolo originale: Light, Action, Coppers!

#### Trama
House esce dal cinema e va nello studio, mentre due ladri, alleati di un regista senza scrupoli, insieme tentano improvvisamente di sbarazzarsi di lui e degli altri cadetti con un gigantesco gorilla finto.

### Il campo estivo
- Titolo originale: Camp Academy

#### Trama
Lassard apre un nuovo campo estivo per ragazzi, compresi Bobby e i suoi amici. Mahoney stringe amicizia con Bobby, ma alcuni criminali vogliono mettere a soqquadro il campo estivo.

### Stato ipnotico
- Titolo originale: The Tell Tale Tooth

#### Trama
Hightower ha il mal di denti, e il magnificente Mystopholes, il mago, lo ipnotizza, mettendo un dente d'oro da obbedire, per poter impossessarsi di una gemma magica dal museo.

### Scontro fra bande
- Titolo originale: Mr. Sleaze Versus Lockjaw

#### Trama
Mister Sciatto è invidioso del famigerato Squalo, e lui è improvvisamente innamorato di Callahan.

### Gli astro sbirri
- Titolo originale: Spaced Out Space Cadets

#### Trama
In compagnia di Proctor, Harris viene accidentalmente messo a bordo di una navicella spaziale insieme ai nostri eroi cadetti. Più tardi vengono scesi in una giungla amazzonica, dove Harris e Proctor vengono catturati da una misteriosa tribù di indigeni, capitati dal responsabile dello schuttle.

### Il fratello di Sweetchuck
- Titolo originale: Sweetchuck's Brother

#### Trama
Sweetchuck scopre che è arrivato suo fratello Doug, l'agente dell'FBI, e quando lui viene catturato da Mr. Billerman, una spia di fama internazionale, Sweetchuck riuscirà a salvare il fratello.

### Guaio a ChinaTown
- Titolo originale: Karate Cop

#### Trama
Jones, ha perso il suo fisico, ma con l'aiuto del saggio Maestro Shiro, diventa campione di karate e dovrà sbarazzarsi dell'invidioso Sa-tan che vuole dominare ChinaTown.

### Gli sballati del surf
- Titolo originale: The Hang Ten Gang

#### Trama
Mentre Sweetchuck e Zed vanno a fare spese per comprare un nuovo pesciolino di Lassard, più tardi, dopo una tragedia, Zed sente di aver paura dell'acqua, mentre stringe amicizia con dei tipi strani che si rivelano come gli sballati del surf.

### Nove scapoli e un bebè
- Titolo originale: Nine Cops And A Baby

#### Trama
Mahoney fa da babysitter alla nipotina di una donna, catturata da alcuni criminali che vogliono impossessarsi del sonaglio della bambina.

### Il pesce perduto
- Titolo originale: Fish & Microchips

#### Trama
L'infame Mister Glitch mette un microchip allo stomaco di Finnergan, il pesciolino di Lassard. Una notte, Finnergan si è disperso nel lavandino, e i cadetti con i consigli del professore riusciranno a trovarlo sano e salvo.

### L'uomo dai mille volti
- Titolo originale: Precinct of Wax

#### Trama
Waxen Wayne, il curatore del museo delle cere, crea una formula speciale. Con lo Sciccoso, catturano il governatore per riscatto. Sweetchuck e Zed cercano di salvarlo ma anche loro vengono catturati, e lo Sciccoso li trasforma in statue di cera.

### I baby-agenti
- Titolo originale: Cop Scouts

#### Trama
Il popolo dello Sciccoso ruba i gioielli di Ruritania. Intanto, il giovane Billy e i suoi amici sono nel nuovo programma di campeggio di Lassard. La loro missione è quella di aiutare Mahoney e i suoi amici cadetti.

## Stagione 2

### La formula anti-crimine
- Titolo originale: Professor Jekyll And Gangster Hyde

#### Trama
Il professore inventa una formula per rendere i criminali in buoni. Ma Barracuda Diamond e la sua banda, gli rendono malvagio con la stessa formula.

### Operazione gattabuia
- Titolo originale: Operation Big House

#### Trama
Nonostante il criminale Muggsy, vecchio nemico di Lassard (che da giovane tentò di catturarlo per il furto delle scarpette di smeraldo), come ai vecchi tempi, Lassard deve riconoscerlo, cacciandosi in un gran guaio. Intanto, Mahoney, Jones, Zed e Sweetchuck vanno sotto copertura nel penitenziario statale per trovare la mente dei furti di diamanti.

### Il gran consiglio del crimine
- Titolo originale: Kingpin's Council of Crime

#### Trama
Lo Sciccoso e il resto degli evasi: Artiglio, Amazona, Squalo, Testadura e Mister Sciatto, sono al gran consiglio del crimine, un'organizzazione criminale per tutti gli evasi. Essi vogliono fare una grande rapina al treno più grande del mondo per impossessarsi dell'oro.

### La nave dei gioielli
- Titolo originale: Ship Of Jewels

#### Trama
Sulla nave, Mister Bard e alcuni proprietari, travestiti da Nettuno, re dei mari e i suoi scagnozzi, ruba i gioielli, ma Mahoney e i suoi amici riusciranno a fermarli, mentre House trova una piccola orca che ha perso la mamma.

### Zed miliardario
- Titolo originale: Zillion Dollar Zed

#### Trama
Zed, vince 50 milioni di dollari da un quiz televisivo, e diventa ricco e famoso, andandosene in una vacanza al centro della Terra. Ma il criminale Asso, invidioso di lui, che ha perso i suoi numeri vincenti, vuole costringere a catturarlo per 50.000.000 di riscatto, escogitando un piano alle giostre.

### Fumetti che passione!
- Titolo originale: The Comic Book Caper

#### Trama
Zed ha una passione per i fumetti eroici come l'eroico Schizzoboy. Intanto, tre delinquenti si travestono da supercattivi: Dottor Moron, Miss Bomba e Marsupioman, per poter imitare le mosse dei cattivi per una rapina. Ma Mahoney e i suoi amici faranno una grande sorpresa.

### Il testimone
- Titolo originale: The Monkey Trial

#### Trama
Zed, stringe amicizia con una scimmietta di nome Sally, che però Falcon, un bandito metà uomo e metà falco, vuole sbarazzarsi della scimmietta, per farle sapere di un tatuaggio.

### I banditi a rotelle
- Titolo originale: Rolling For Dollars

#### Trama
Callahan scopre che la sua vecchia migliore amica Regina Kucosky sia una delle bandite femmine a rotelle, capitate da Big Mary. Ma riuscirà a fargliela perdonare?

### Caccia alla...volpe
- Titolo originale: K-9 Corps And The Peking Pooch

#### Trama
Il corpo K-9 sono sulle indagini dell'infame Fox che ha rubato dal museo il cane del pechino dove cui sta dentro una mappa del tesoro delle montagne nere. Ma i cani con l'aiuto dei cadetti riusciranno a fermarlo?

### Babbo Natale in uniforme
- Titolo originale: Santa With A Badge

#### Trama
I cadetti incontrano una bambina che lei spiega che Babbo Natale esiste. Allora gli eroi fanno prove per essere veramente Babbo Natale, ma due criminali, intanto, rubano dal negozio.

### Acciuffate Mahoney!
- Titolo originale: Suitable For Framing

#### Trama
L'inarrestabile Lady Tina, ruba dei gioielli e, fece un trucco a Mahoney, facendo credere a tutti che è stato lui. Ma il professore spiega ai cadetti che Mahoney è innocente, e che sia stata proprio Lady Tina a farlo.

### A tutto rock!
- Titolo originale: Rock Around The Cops

#### Trama
Jones diventa un grande rockettaro, ma Teschio Ned, un musicista invidioso e arrogante, vuole tentare di sbarazzarsi di lui, per vincere il premio del concerto rock.

### Il caso del principe ereditario
- Titolo originale: Prince And The Copper

#### Trama
Mahoney e i suoi amici tengono d'occhio al principe Merak, dopo il suo arrivo dall'India. Ma lo zio del principe, uno sceicco spione ed ipocrita, tenta di catturare il ragazzo per impossessarsi delle sue ricchezze.

### L'incredibile Shandar
- Titolo originale: Now You Steal It, Now You Don't

#### Trama
Mahoney, Jones, Zed, Sweetchuck e House scoprono che l'incredibile Shandar, un mago che sparisce, ha rubato sia il furgone che il camion, e vanno misteriosamente ad una scuola di magia. Poi devono proteggere l'oro per la nave, ma Harris, in compagnia di Proctor, tenta di seguirli.

### Maxine
- Titolo originale: Mad Maxine

#### Trama
Harris è furioso, perché i suoi cadetti non hanno ancora acchiappato Maxine e i suoi guerrieri della strada; bisogna creare i camion da combattimento, mentre lei e la sua banda fanno offerta le loro macchine a tutti i peggiori banditi.

### Scambio di parti
- Titolo originale: Trading Disgraces

#### Trama
Tackleberry, fece una strana azione, e Harris, furioso, lo punisce, mentre un uomo di nome Krutz, nonché capo gangster, gli spiega di fare uno scambio di parti.

### Champ
- Titolo originale: Champ

#### Trama
Champ, il cavallo di Linda, nipotina di Lassard, viene catturato da un trio di banditi argentini, mentre i nostri eroi cadetti tentano di salvare il cavallo e fermare i banditi.

### Largo alle reclute
- Titolo originale: Wheels of Fortune

#### Trama
Mentre Zed, convinto che i suoi parenti, la zia Bertha e i cugini Ed e Ned sono arrivati per diventare nuove reclute della scuola di polizia che però il sindaco si sente meno orgoglioso, Mister Sciatto e la sua banda, inoltre, vogliono rovinare l'auto del sindaco per riscatto.

### Il ragazzo lupo
- Titolo originale: The Wolf Who Cried Boy

#### Trama
Mentre i cadetti sono sulle tracce di Slik e la sua banda, Zed e Sweetchuck incontrano un ragazzo allevato dai lupi. Zed, decide di insegnare al ragazzo come si deve, mentre Slik lo trova per fare colpo ad un albergo.

### Esercitazioni sulla neve
- Titolo originale: Snow Job

#### Trama
Il comandante Lassard e i suoi cadetti (a parte Harris, punito dopo il fallimento di una ridicola efficienza), vanno a visitare in montagna facendoli insegnare a fare degli sciatori. Ma una famiglia furba, vogliono fermarli tentando di fare incidenti sulla neve.

### Il cavaliere nero
- Titolo originale: A Bad Knight For Tackleberry

#### Trama
Tackleberry, convinto che le sue buoni azioni non funzionano più e che si comporta tanto meno cattivo, dopo che non si è riuscito anche a colpire il cavaliere nero dal videogioco, decide di allenarsi dallo zio in montagna, mentre uno dei tre malviventi indossa un costume diventando come un vero cavaliere nero per attaccare Tackleberry.

### Sweetchuck Supercop
- Titolo originale: Supercop Sweetchuck

#### Trama
Sweetchuck, dopo aver visto il video di Supercop, il suo eroe preferito, viene colpito da un incidente e perse la memoria, durante una rapina alla gioielleria dai gemelli Humongo. Sweetchuck improvvisamente, si comporta proprio come Supercop, e un giorno crede che il commissario Bates (nonché in realtà il capo degli Humongo) sia il prof. Philper, acerrimo nemico del supereroe.

### Antichi riti e cerimonie
- Titolo originale: Deja Voodoo

#### Trama
Sweetchuck e Zed stanno facendo la guardia al museo, quando all'improvviso arrivano Jaguar il giaguaro e la sua banda, che sono riusciti a prendere il medaglione magico per rubare le stoffe necessarie per le bambole voodoo, degli oggetti che si muovono alle stesse persone.

### I pirati dell'aria
- Titolo originale: Flights Of The Bumbling Blues

#### Trama
Il capitano Harris, severamente, avvisa Mahoney di arrestare i tre pirati dell'aria, Mister Shee e i suoi scagnozzi, dopo una rapina su un aereo. I cadetti vanno in una missione sul volo per trovare il pesciolino di Lassard, rubato dai tre guastafeste, mentre Hightower ha paura di precipitare dall'aereo.

### Big Burger
- Titolo originale: Big Burger

#### Trama
House scopre che tutti i fast food della città sono stati dominati dalla banda di Big Burger, un ricco proprietario di hamburger, e il poliziotto va a cercarlo per farlo arrestare.

### L'insospettabile
- Titolo originale: Fat City

#### Trama
Nonostante Harris sta sempre a fare la guardia, House, dopo uno strano furto da un ladro, rischia di lasciare la squadra. Mahoney e gli altri spiegano di chi ha rubato le cose. Con il loro aiuto, e dei Fat Boys, amici di House, House, capirà che il ladro è il sig. Ego, un rappresentante dell'alta società, estremamente ricco, potente e furbo.

### Elementare, cari sbirri!
- Titolo originale: Elementary, My Dear Coppers!

#### Trama
Zed, dopo il rapimento della sposa Samantha dal prof. Pherryl, per riscatto delle scarpette di diamanti, in compagnia di Sweetchuck, decide di essere nei panni di Sherlock Holmes per riuscire a catturare il bandito. Alla fine scopriranno che il rapitore della sposa è in realtà una donna.

### Operazione Africa
- Titolo originale: Dr. Deadstone, I Presume

#### Trama
Mentre Hightower scopre che un tatuaggio africano sulla sua caviglia sia una mappa segreta, e credendosi di aver perso i suoi genitori da piccolo, il terribile dott. Krimer ruba i due vasi di Shaba, tentando di impossessarsi anche dei diamanti di una misteriosa miniera. Ma i nostri eroi, arrivati in Africa, riusciranno a fermarlo.

### Famiglie in lotta
- Titolo originale: The Hillbilly Blues

#### Trama
Zed, accompagnato da Sweetchuck, torna al suo paese per cercare di riportare la pace fra i suoi parenti, i Glunk e gli Hagglepuss, in perenne lotta. In realtà chi fomenta l'odio è lo sceriffo Hillbilly, che ha scoperto una miniera d'oro sotto il terreno di proprietà delle due famiglie e pensa che mettendole una contro l'altra potrà appropriarsi della miniera.

### La principessa del Sali
- Titolo originale: Survival Of The Fattest

#### Trama
Mahoney e i suoi amici tengono in guardia alla principessa Lontal del Sali che rimane negli Stati Uniti per vedere i Fat Boys, amici di House, sotto però alla gelosia della sua guardia del corpo Noxo, che vuole diventare re oltre che costringerla a sposarla.

### Ozono in pericolo!
- Titolo originale: The Junkman Ransoms The Ozone

#### Trama
L'iniezione letale è John Lurid, un cianfrusagliere ambientale di primo ordine, e minaccia di distruggere con l'aiuto di un razzo caricato con CFC, lo strato di ozono della terra, per poter avere dei 50 milioni di dollari. Ma Mahoney e i suoi amici dovranno salvare l'umanità.

### Viaggio di.....dovere
- Titolo originale: Grads On Tour

#### Trama
Mahoney e i suoi amici ottengono Ted il Duro in una prigione federale. Ma la banda del boss tenta di liberarlo. Nel mezzo del parco nazionale di Yellowstone, sarà una grande prova di forza tra la polizia e i banditi.

### Tale nonno, tale nipote
- Titolo originale: Like Coppers, Like Son

#### Trama
Clyde, il capo di una banda di criminali, ha creato una formula per essere giovane solo per pochi minuti o secondi, e insieme ai suoi compagni Bonnie e Butch, è riuscito a liberarsi dalla prigione. Ma non ha fatto i conti con Tackleberry e il suo nonno energico, suo vecchio nemico.

### Dieci piccoli poliziotti
- Titolo originale: Ten Little Cops

#### Trama
Per liberarsi dei migliori uomini della scuola di polizia in strada, chiaramente, lo Sciccoso ha commissionato la scrittrice Bagatella Crusties per scrivere un romanzo simile, invitando Mahoney e i suoi amici a Bleak Island, tentando di catturarsi. Ma gli agenti capiranno che è una trappola, e poi, finalmente, riusciranno a fermarlo.

### Il circo di Hooks
- Titolo originale: Big Top Cops

#### Trama
Hooks eredita un circo dal suo pro-zìo. Non appena ha la nuova società, deve già ottenere due criminali da sistemare, che rendono loro la vita difficile d'ora in poi.

### I K-9 alla riscossa
- Titolo originale: Alpine K-9s

#### Trama
Arrivata in Europa, Callahan viene bramata da Schubert Von Scheister, un mezzo principe che prima della sua perdita nella lunga notte, vorrà assumere una grande eredità, se lei farà un appello. A risolvere il caso sarà il corpo K-9.

### La leggenda di Robin Good
- Titolo originale: The Legend Of Robin Good

#### Trama
Il famigerato Robin Good (parodia di Robin Hood) ruba ai più ricchi tra i ricchi e mantiene il bottino per sé stesso, e un giornalista senza scrupoli lo sta aiutando. Mahoney e i suoi amici vogliono fare una squadra di esperti per contrastare il disegno di legge.

### Week-end alle Haway
- Titolo alternativo: Missione alle Hawaii
- Titolo originale: Hawaii Nine-0

#### Trama
Mahoney e i suoi amici sono invitati da Trush il miliardario, nella sua villa alle Hawaii. Gli agenti si sentono quasi come il paradiso, ma la gioia, purtroppo, non andrà tutto bene: Trush è stato rapito da un individuo senza scrupoli.

### Ladri come noi
- Titolo originale: Thieves Like Us

#### Trama
Il vecchio Tex rapina diverse auto blindate, e lega gli autisti in stile cowboy con un laccio. Mahoney sa come può ottenere l'eroe occidentale: fa uscire di prigione il suo ex compagno di cella, Mulgrew.